# Колроа ла Гранд
Колроа ла Гранд (фр. Colroy-la-Grande) насеље је и општина у североисточној Француској у региону Лорена, у департману Вогези која припада префектури Сен Дије де Вогез.
По подацима из 2011. године у општини је живело 550 становника, а густина насељености је износила 46,37 становника/km². Општина се простире на површини од 11,86 km². Налази се на средњој надморској висини од 453 метара (максималној 790 m, а минималној 408 m).

## Демографија
| 1962. | 1968. | 1975. | 1982. | 1990. | 1999. | 2011. |
| ----- | ----- | ----- | ----- | ----- | ----- | ----- |
| 543   | 680   | 618   | 571   | 635   | 611   | 550   |

График промене броја становника у току последњих година